# Yandere Simulator
Yandere Simulator es un videojuego en desarrollo de sigilo y acción, creado por YandereDev La premisa del videojuego se centra en una colegiala obsesiva y enferma de amor llamada Ayano Aishi, también conocida como "Yandere-chan" (derivado del término japonés "yandere"), que ha decidido eliminar a cualquier chica que crea que está acaparando la atención de su enamorado (Senpai). En el transcurso de diez semanas, Ayano debe eliminar a diez rivales diferentes antes del día viernes (una rival a la semana).
Se lanzaron varias versiones de prueba durante el 2014-2019 y se lanzó una demo completa gratuita el 31 de agosto de 2020.

## Jugabilidad
Los jugadores controlan a Ayano Aishi (apodada Yandere-chan), una colegiala japonesa que se ha enamorado de un estudiante de su escuela llamado Taro Yamada (chico) o Taeko Yamada (chica), apodado o apodada «Senpai». A lo largo de diez semanas, otros estudiantes desarrollan sentimientos hacia Senpai, y Ayano debe evitar que confiesen su amor a él/ella.
Debido a su naturaleza yandere, el jugador puede lograr este objetivo a través de una variedad de métodos que van desde moderadamente pacíficos hasta sumamente violentos, que incluyen emparejamiento, amistad, traición, chismes, expulsión, incriminación, secuestro, lavado de cerebro, muerte fingida, electrocución, aplastamiento, envenenamiento, ahogamiento, incineración, homicidio, incitación al suicidio, asesinato más suicidio después de ser llevado a la locura por la tortura y métodos de eliminación específicos para los rivales. A lo largo del videojuego, Ayano puede recibir ayuda de una agente de información que se hace llamar "Info-chan", que le proporciona armas, planes, artículos y otros favores a cambio de fotos de ropa interior, información y material de chantaje.
Ayano también debe evitar ser presenciado mientras realiza actividades delictivas, o sufrirá sanciones que van desde una pérdida de reputación que hace más difícil que otros estudiantes confíen en ella, hasta disminuir la cordura que desanima a Senpai y obstaculiza la capacidad de llevar a cabo el crimen, lo que llevará a un game over. Asesinar estudiantes resultará en penalizaciones a la "Atmósfera Escolar", lo que altera el comportamiento de los PNJ y los vuelve más suspicaces y plagados de ansiedad, demostrado por acciones tales como cerrar con llave sus casilleros. Durante este tiempo, puede unirse a los clubes escolares y asistir a clases para recibir habilidades adicionales, como el fácil acceso a las armas, aumentar las habilidades para evitar sospechas o conseguir objetos.
El desarrollador define el estado actual de Yandere Simulator como una demo, o también ha usado el término de "Parque de atracciones" para el jugador, con actividades y contenido variado.
Esto significa que aunque todas las funciones estén actualmente implementadas, se encuentra en una etapa de "refinamiento" y todavía faltan 8 de las 10 rivales que anunció en 2016. El videojuego final contendrá seis modos: Modo Historia, que es el videojuego base; Modo de los años 80, una precuela del videojuego base; Modo interminable, una versión interminable del videojuego base; Modo personalizado, una versión personalizable del videojuego base; Modo Pose, en el cual los jugadores pueden posar como sus personajes favoritos; y Modo Misión, en el que Ayano completa misiones para Info-chan. Actualmente el videojuego cuenta con los modos de juego: Modo de los años 80, Modo Misión y el Modo Historia.
El videojuego posee una historia que se puede ir averiguando en forma de cintas de VHS o cinemáticas en el juego, y leyendo los perfiles de los personajes en la página oficial del mismo.

## Desarrollo
YandereDev es el alias de Alexander Stuart Mahan, un desarrollador de videojuegos independiente de California y ha trabajado en una empresa de videojuegos durante tres años. En abril de 2014, YandereDev lanzó la idea de Yandere Simulator en 4chan, donde obtuvo una gran cantidad de comentarios positivos, por lo que decidió comenzar a desarrollarlo. Es un videojuego social de sigilo que toma prestados elementos de la serie de videojuegos Hitman, pero también contiene jugabilidad de videojuegos de "simulación escolar" y otros elementos que buscan hacerlo un poco diferente. El desarrollador también ha citado la influencia de la serie de videojuegos Persona, además de Hitman.
El desarrollo de Yandere Simulator comenzó en 2014, con YandereDev lanzando versiones de prueba del videojuego para depuración. Regularmente ha lanzado actualizaciones que agregan elementos al videojuego y distintas formas de completar tus objetivos, como la capacidad de envenenar, electrocutar, quemar, expulsar, triturar y ahogar rivales, hacerse amigo de otras estudiantes, pequeños minijuegos, un pueblo en el que el jugador puede comprar cosas y más.
El 1 de marzo de 2017, YandereDev anunció una asociación con tinyBuild que ayudaría a pulir y promover el videojuego, pero después cortó relaciones con este.
El 31 de agosto de 2020, se lanzó una demo gratuita que incluía a la primera rival, Osana Najimi.
El 10 de octubre de 2021, se lanzó una precuela del juego llamada "1980s Mode", en la que tomamos el papel de la madre de Ayano, llamada Ryoba, y debemos eliminar a 10 rivales como en la historia principal.

## Controversias sobre el desarrollo del videojuego
Debido a una serie de conflictos con el desarrollador TinyBuild, YandereDev decidió cancelar toda participación con este y continuar desarrollando el videojuego gracias a la ayuda de voluntarios. A su vez, otros desarrolladores comenzaron a criticar el proceso de creación del videojuego, e incluso resaltando varios problemas e ineficiencias que existen en el código actual del videojuego (cabe recalcar que YandereDev se ha excusado alegando que este código no se usará en la versión final y ha admitido que es bastante deficiente). En paralelo, otros desarrolladores crearon un videojuego con inspiración en Yandere Simulator llamado "Watashi no Mono", el cual fue posteriormente cancelado debido a presuntos hostigamientos de YandereDev y la presión que recibían sus creadores de parte de la comunidad "antiYandereDev".[cita requerida]
Esto mismo le ha ocurrido a otro desarrollador que hizo una demo de un videojuego: a los pocos meses decidió cancelarlo debido a la presión que recibía del público y a otras controversias en las que se vio involucrado.[cita requerida]

### Otras controversias
Añadido a esto, los streamings relacionados con Yandere Simulator fueron prohibidos completamente en Twitch, alegando la "presencia de desnudos", y "la temática de hostigamiento y acoso escolar alrededor del videojuego". La prohibición aún se mantiene, aunque de acuerdo a declaraciones de la plataforma esta decisión finalmente "se revisará cuando esté el juego terminado".
En 2023, YandereDev fue expuesto por grooming a una menor de 16 años, a lo que respondió diciendo en su página oficial que "fue un gran error por su parte", que tomaría un descanso de Internet y que pausaría el desarrollo del juego durante un tiempo. Dicho acontecimiento causó que algunos de los actores de voz y voluntarios abandonasen el juego.